# Philip Anthony Egan

Wappen von Philip Egan

Philip Anthony Egan (* 14. November 1955 in Altrincham, Vereinigtes Königreich) ist Bischof von Portsmouth.

## Leben
Philip Anthony Egan empfing am 4. August 1984 das Sakrament der Priesterweihe und wurde in den Klerus des Bistums Shrewsbury inkardiniert.
Am 11. Juli 2012 ernannte ihn Papst Benedikt XVI. zum Bischof von Portsmouth. Die Bischofsweihe spendete ihm der emeritierte Bischof von Portsmouth, Crispian Hollis, am 24. September desselben Jahres; Mitkonsekratoren waren der Bischof von Shrewsbury, Mark Davies, und der Erzbischof von Southwark, Peter David Smith.